# Herb Belgii
Herb Belgii – jeden z symboli państwowych Królestwa Belgii.   

## Historia i symbolika
Herb w tarczy barwy czarnej (Sable), złoty (Or) wspięty lew (Rampart) w czerwonym uzbrojeniu. Hełm złoty, otwarty, z damaskinażem, zwieńczony koroną królewską. Tarczę podtrzymują złote lwy, dzierżące w sztandary w barwach belgijskich. Wokół tarczy łańcuch orderu Leopolda I, za nią dwa berła królewskie. Całość otacza  płaszcz heraldyczny, czerwony, podbity gronostajem, zwieńczony koroną i gonfanonem z tarczą herbową Belgii na tle barw narodowych. Za płaszczem umieszczone są sztandary z herbami prowincji belgijskich, po cztery z obu stron korony. Poniżej tarczy  motto w jęz. francuskim: "L`Union fait la force" i niderlandzkim: "Eendracht maakt macht" (Jedność wiedzie do siły), umieszczone na wstędze barwy czerwonej.
Herb Belgii występuje w wersji:
- herbu wielkiego, zawierającej wszystkie opisane insygnia i oznaki - używany przy oficjalnych uroczystościach.
- herbu średniego - bez sztandarów prowincji - Używany przez naród.
- herb mały - tarcza ukoronowana, bez hełmu, trzymaczy i płaszcza, otoczona insygniami orderu, za nią berła, poniżej dewiza - używany najczęściej m.in. jako symbol domu panującego i rządu.